# Укілі
Укілі́ (каз. Үкілі) — село у складі Жарминського району Абайської області Казахстану. Входить до складу Божегурського сільського округу.
Населення — 74 особи (2021; 221 у 2009, 292 у 1999, 377 у 1989).
Національний склад станом на 1989 рік:
- казахи — 100 %

До 1992 року село називалось Пер'ятінка.